# 武麟
武麟，旗籍人，是一名清朝政治人物。
武麟曾于1899年接替刘元诚任金山县知县一职，1900年由徐景寅接任。